# Jacobs Peak
Jacobs Peak är en bergstopp i Antarktis. Den ligger i Östantarktis. Australien gör anspråk på området. Toppen på Jacobs Peak är 2 040 meter över havet, eller 247 meter över den omgivande terrängen. Bredden vid basen är 2,3 km.
Terrängen runt Jacobs Peak är kuperad åt nordväst, men åt sydost är den bergig. Trakten är obefolkad. Det finns inga samhällen i närheten. 